# Diarthrodes nanus
Diarthrodes nanus är en kräftdjursart som först beskrevs av T. Scott.  Diarthrodes nanus ingår i släktet Diarthrodes och familjen Thalestridae. Inga underarter finns listade i Catalogue of Life.